# اکنون مرا می‌بینی ۲
اکنون مرا می‌بینی ۲ (به انگلیسی: Now You See Me 2) فیلمی آمریکایی در سبک سرقتی و مهیج به کارگردانی جان ام. چو و نویسندگی اد سلیمان است. در این فیلم بازیگرانی همچون دنیل ردکلیف، مارک رافلو، لیزی کاپلان، جسی آیزنبرگ، دیو فرانکو، مورگان فریمن و مایکل کین ایفای نقش می‌کنند. این فیلم دنباله‌ای بر فیلم اکنون مرا می‌بینی در سال ۲۰۱۳ به‌شمار می‌رود. اکنون مرا می‌بینی ۲ توسط سامیت انترتینمنت در تاریخ ۱۰ ژوئن ۲۰۱۶ به نمایش درآمد.